# Lytro
Lytro fon una empresa fundada per l'investigador Ren Ng, notable per l'ús de la fotografia plenòptica en càmeres digitals.
| «             | Per desgràcia, les càmeres comercialitzades per la companyia no eren massa bones. L'original —amb forma de pintallavis— era més aïna un disseny conceptual. La Illum, encara que era cridanera, feia el procés de fotografiar (i, especialment, el d'editar) massa complicat per a justificar el preu de 1.500 dòlars. | » |
| — Sean O'Kane | |   |

## Història
L'any 2006, durant el seu doctorat, Ng escrigué una tesina sobre com reduir la grandària i els costs de fabricació de la càmera plenòptica —un concepte amb un segle d'antiguitat—, premiada amb el guardó a la millor tesi sobre ciències de la informació; sense desvelar els detalls, el mateix any creà l'empresa Lytro, que aconseguí atraure l'interés d'inversors per valor de cinquanta milions de dòlars.
El 2011, l'empresa publicà les primeres imàtgens capturades amb la seua tecnologia i anunciava que entraria directament al mercat de la fotografia digital amb la seua pròpia càmera per compte de vendre la llicència a terceres parts: llavors, Lytro comptava amb quaranta-cinc treballadors a la seu principal i uns pocs més a una altra oficina a Hong Kong; entre els principals inversors de la marca estaven Scott Cook, Diane Greene, Charles Chi o Marc Andreessen, el qual assegurava que «la tecnologia revolucionària de Lytro farà que les càmeres digitals convencionals es queden obsoletes. Cal vore-ho per a creure-s'ho.»

### Primera generació
A finals de 2011, Ren Ng amostrà la càmera en DP Review, amb l'argument que la seua forma atípica responia a una nova concepció de la fotografia, anomenada per ell «càmera 3.0», que no derivava de les càmeres de pel·lícula i la situava més aïna en comparança amb les instantànies de Polaroid o la revolució de l'iPhone, amb un programari instintiu i senzill.
El gener de 2012, Lytro presentà el producte «quasi final» a la premsa durant el Consumer Electronics Show de Las Vegas, amb un mode avançat encarat al públic expert.
L'aparell, publicitat amb l'etiqueta de Light Field Camera (càmera de camp de llum), eixí a la venda el mateix any en tres variants: una amb carcassa roja (Red Hot), 16 gigabytes de memòria interna i un preu recomanat de 499 dòlars; i unes altres dos amb només 8 Gb d'emmagatzematge, una blava (Electric Blue) i l'altra grisa (Graphite), a 399 $.
Sense flaix incorporat ni accés directe a la bateria o a l'emmagatzematge —encara que l'objectiu és de velocitat constant ƒ2 i una càrrega completa permet fer fins a quatre-centes fotos— el producte creà tanta expectació que, en març de 2012, Lytro hagué d'ajornar noves comandes: al començament, el programari d'edició només estava disponible per a iOS i només deixava reenfocar les preses; a més, cada una tarda mig minut en ser processada.
| A.   | Nom     | Sensor         | f   | Rang     | ISO     | Res. màx. | Pantalla | Processador          | Ràf. |
| ---- | ------- | -------------- | --- | -------- | ------- | --------- | -------- | -------------------- | ---- |
| 2011 | Lytro   | 11 megarays    | 2.0 | 35-300mm | 75-3200 | 1080×1080 |          | Snapdragon 801 Image |      |
| 2014 | Illum   | 40 megarays    | 2.0 | 30-250mm | 80-3200 | 2450×1634 | 4"       | Snapdragon 800       | 3fps |
| 2016 | Immerge | 775 megapíxels |     |          |         |           |          |                      |      |
|      | Cinema  |                |     |          |         |           |          |                      |      |

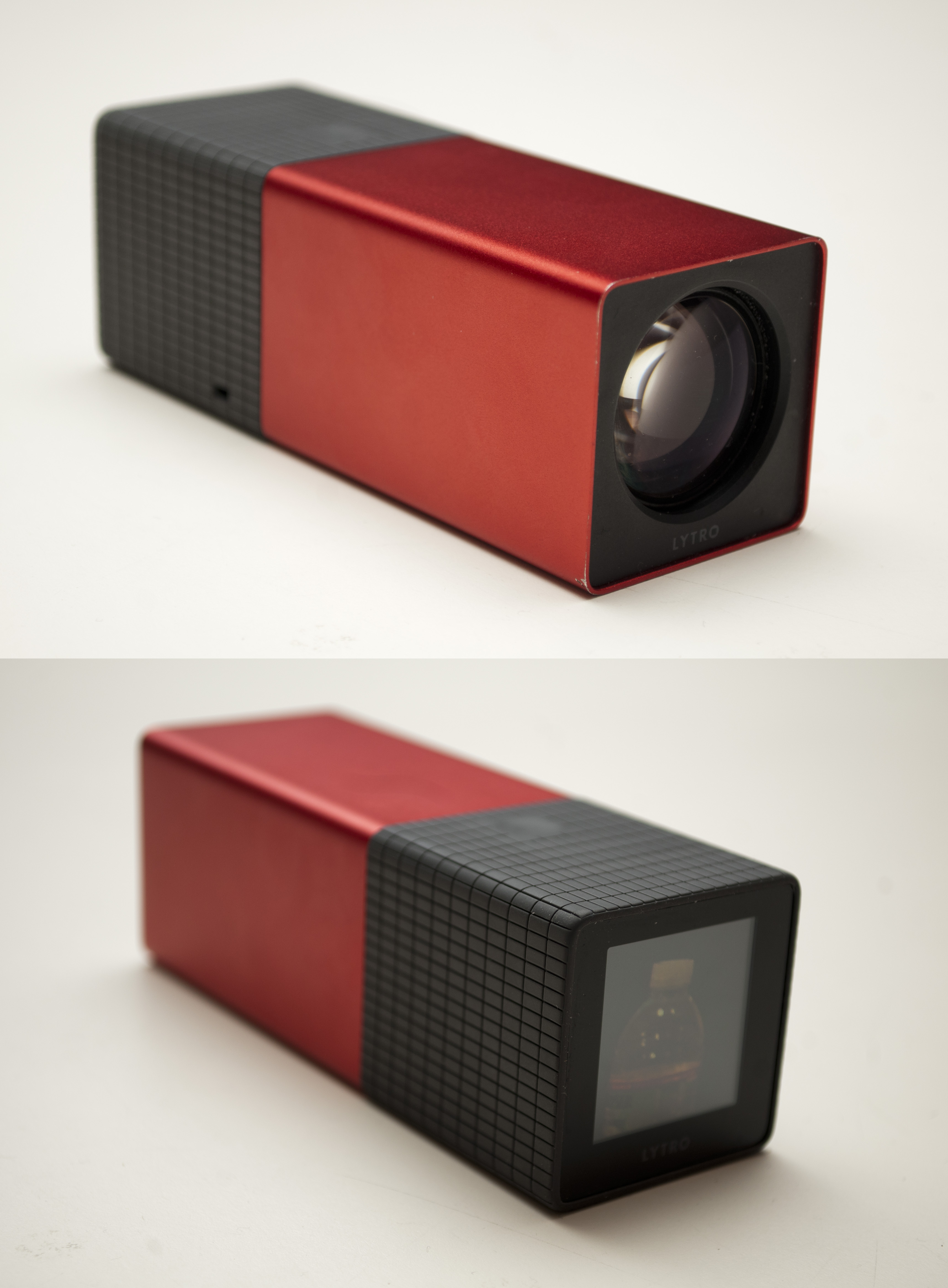
Lytro (2011)
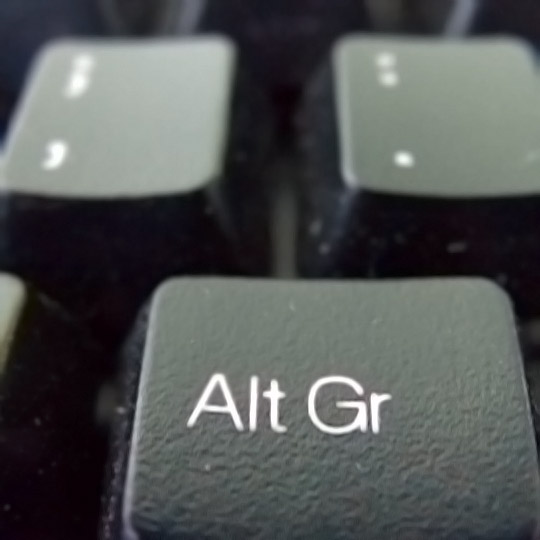
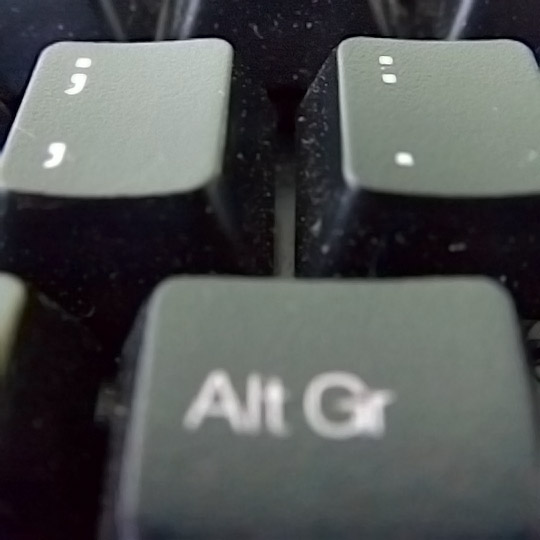

### Illum
Tres anys després, Lytro anuncià el segon model, Illum, comercialitzat a partir del 15 de juliol de 2014 per 1.600 dòlars, amb una rebaixa de cent i accés a actualitzacions per als clients que la reservaren en el seu web.
L'empresa Uneka dissenyà la caixa de cartó, guardonada amb el segon lloc en els premis Dieline.
El disseny de la càmera, construïda en magnesi i alumini de color gris antracita i amb un disseny futuriste, el cos no té visor però sí un sòcol de fabricació pròpia.

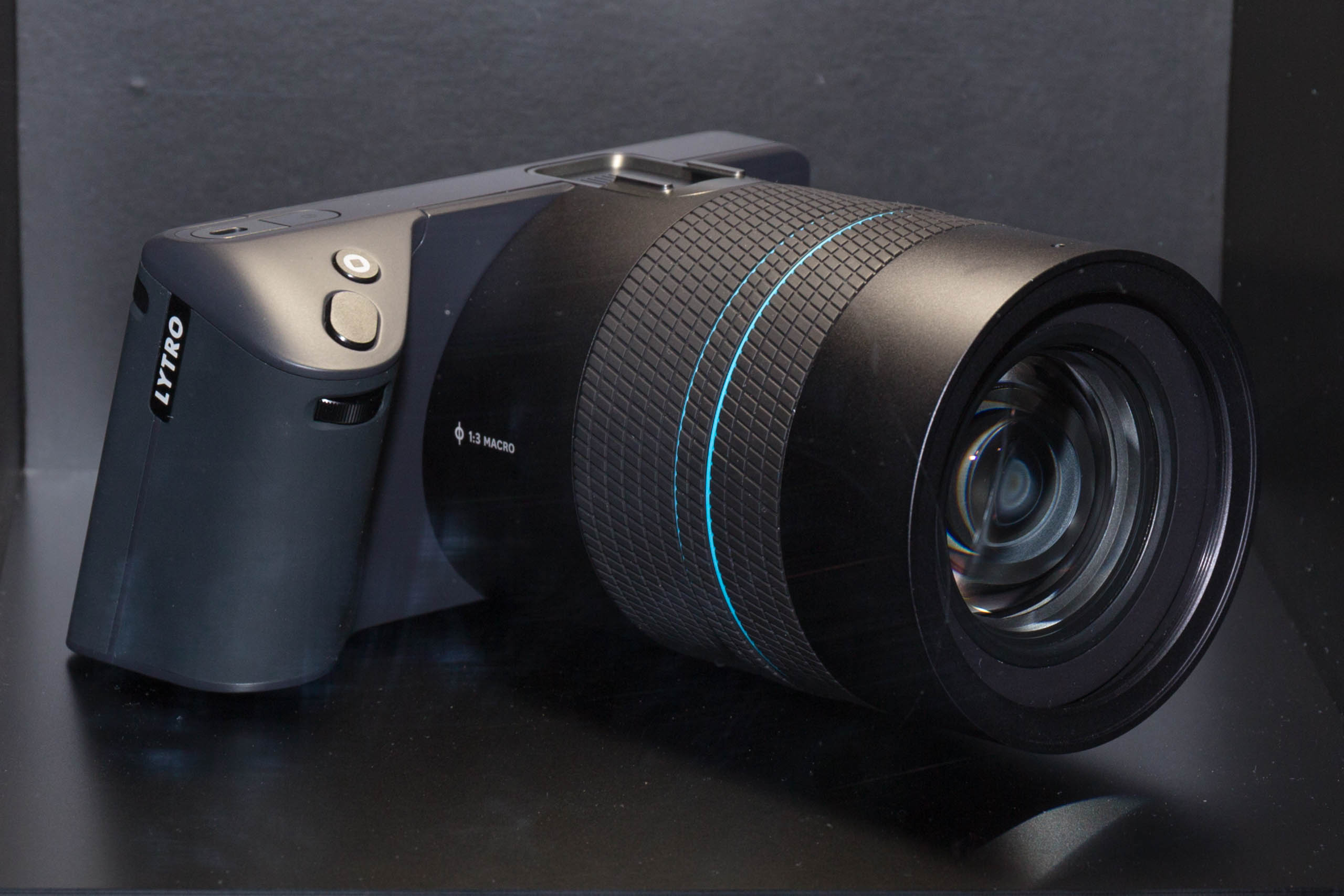
Vista d'estribor

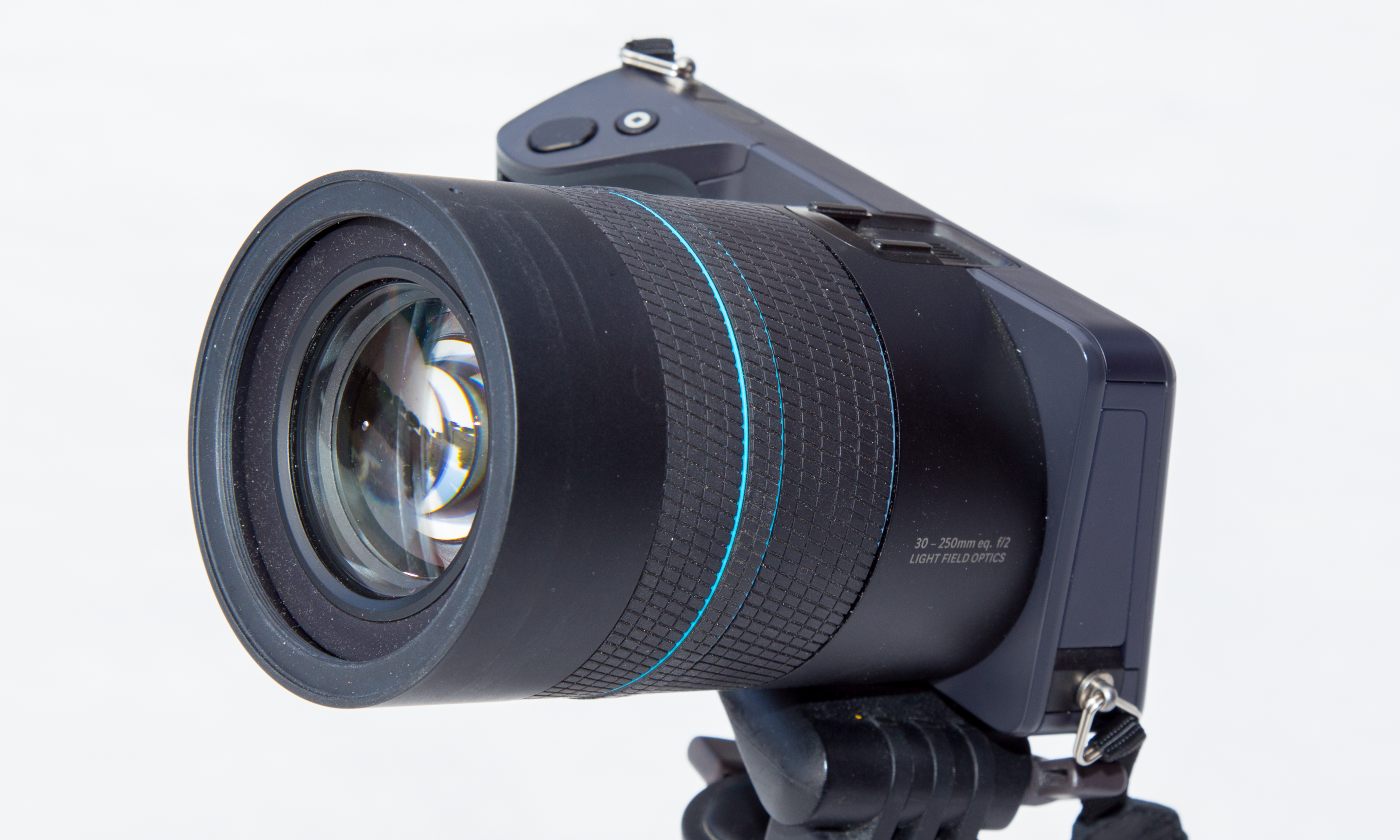
Vista de babor

Quant a especificacions tècniques, la Illum quadriplica el número de microlents per a captar la imatge a 40 megarays, encara que en convertir cada foto a una imatge plana la resolució màxima és de vora 5 megapíxels, una qualitat molt baixa per a l'època i per a uns arxius RAW de 50 megues.
També té un botó Lytro específic per a previsualitzar el camp de llum i poder enquadrar els objectes que podran ser enfocats en acabant.
Com l'anterior, les imàtgens produïdes per la càmera estaven destinades més aïna a la visualització en pantalla amb la possibilitat d'interactuar amb l'enfocament i la perspectiva, que a la impressió en paper, un camp en el qual no pot competir amb qualsevol Càmera rèflex digital o sense espill; el programari oficial de Lytro també oferia la possibilitat de reduir el nombre f fins a ƒ1 o exportar els arxius com a fotos en 3D anàglif.
Encara que no du flaix incorporat, el sòcol és compatible amb el Viltron JY680L, venut per separat.
La ressenya de Tech Radar li donà una puntuació de 3,5 estreles de 5, destacant-ne la facilitat de control i la bona qualitat de les imàtgens —comparada amb qualsevol càmera de 4 megapíxels—, i criticà el preu, el maneig de l'aparell i l'aberració cromàtica en els contrallums.
El 2015, el director Daniel Ryan utilitzà esta tecnologia per a muntar el videoclip Ocean Picture del duo Big Noble només amb fotos preses amb Illum i animades amb el programari de Lytro:
durant el rodatge varen fer quatre-centes trenta sis fotos, editades amb Lytro Desktop i exportades com a seqüència d'imàtgens en format PNG de compressió sense pèrdua.
En novembre del mateix any, Amazon rebaixà el PVP de la Illum de 1.300 a 400 dòlars en una oferta especial que al remat esdevingué el seu preu final: la raó fon l'anunci de la Immerge, una càmera 360° amb tecnologia pròpia.

### Canvi de mercat
El 29 gener de 2015, el CEO Jason Rosenthal instà el consell administratiu de Lytro a retallar personal, eixir del mercat de consum i canviar de direcció; l'inversor més recent, Mark Flynn de GSV Capital, li contestà: 
| « | Hem invertit en Lytro perquè ens emocionà el potencial de la tecnologia del camp de llum i creiem en l'equip, no perquè vullguem estar en el mercat d'electrònica de consum. Si creus que tens una via millor, fes que funcione. | » |

Per a la premsa especialitzada, la decisió de Rosenthal era previsible atenent a les limitacions d'ambdós càmeres, sobretot en térmens de resolució i de qualitat de la imatge, però un bon canvi de rumb per a la companyia que els caps anteriors, Ng i Charles Chi, no habien sabut fer.

### Immerge i Cinema
Durant la presentació de la Illum, Lytro ja avançà que la seua tecnologia podria gastar-se per a rodar cinema en 3D i abaratir costs.
Després del fracàs de les màquines de retratar, la companyia comença a desenvolupar la seua tecnologia per a l'aplicació a la realitat virtual, un sector per al qual feu propostes molt prometedores.
L'any 2016 presentà una càmera de vídeo destinada a cinema professional amb un sensor de 775 megapíxels capaç de gravar a 300 quadros per segon i generar 400 gigabytes d'informació per segon: pensada per a substituir el croma, Lytro oferí l'equip per a lloguer per 125.000 dòlars junt amb un servidor propi capaç de gestionar tanta informació.
La Lytro Cinema era capaç d'oferir setze passos de rang dinàmic i la capacitat de modificar l'enfocament i suport per a IMAX, RealD, Dolby Vision, ACES i HFR.
A més, el control sobre la profunditat del plànol permetia substituir el fons per qualsevol altre sense necessitat de gravar amb un fons croma d'un color.
El director Zach Richter la utilitzà per a rodar un videoclip en RV de la cançó "Hallelujah", interpretada per Bobby Halvorson, que fon projectat en el Festival de Cinema de Tribeca.
La interfície d'usuari, dissenyada per Qt, era controlada des d'una tablet.
A final de 2017 presentaren una segona càmera anomenada Immerge, amb un angle de visió de 120 graus (l'anterior era de 90°), la qual cosa li permetia fer 360° en tres moviments per compte de cinc: el nou programari els permeté remasteritzar el videoclip "Hallellujah" a una resolució de 5K per ull (l'original era de 3,5K) i la capacitat de doblar-la a 10K quan les ulleres de realitat virtual pogueren suportar-ho.
Després de tancar la plataforma d'imàtgens vivents, Lytro anuncià que estudiava la possibilitat de cedir-la a la comunitat d'usuaris davant les seues queixes, però no ho donava per fet fins que no resolgueren els dubtes sobre la propietat intel·lectual.

### Disolució
El gener del 2018 Lytro adquirí l'empresa Limitless amb la intenció de reforçar el seu projecte de realitat virtual.
Finalment, després de rumors d'adquisició per part de Google, el 27 de març Lytro anuncià que l'empresa tancava sense nomenar res de cap traspàs, encara que una font anònima assegurava que algunes de les seues propietats i dels treballadors passaven a Google,
entre els quals el CTO, Kurt Akeley; altres com Jon Karafin, Brendan Bevensee i EdIbe, pertanyents a la divisió cinematogràfica, ja havien format una nova companyia un any abans, Light Field Lab, amb la intenció de crear un holograma.
| « | En Lytro creiem que el camp de llum continuarà definint el curs de la realitat virtual i augmentada, i estem molt pagats del paper que hem pogut jugar en forçar els límits d'allò possible. Hem descobert desafiaments que no podíem imaginar i hem fet avanços a un ritme aparentment impossible. Hem tingut èxits espectaculars i hem construït sistemes sencers que ningú creïa possibles. I, la més important, hem format un equip singularment unificat en el seu treball i sense rival en dedicació. Ha sigut un honor i un plaer contribuir a les comunitats del cinema i de la realitat virtual, però de hui en avant ja no mamprendrem noves produccions ni proporcionarem servicis professionals mentre ens preparem per a tancar la companyia. Estem emocionats per vore quines noves oportunitats oferirà el futur a l'equip de Lytro ara que anirem per camins separats. | » |

El seu nom de domini, lytro.com, expirà al sendemà i fon subhastat per GoDaddy: una altra companyia danesa, Raytrix, l'adquirí per 51.000 dòlars i el redirigí al seu lloc web.
En el moment del tancament, Lytro comptava amb altres competidors en el camp de la imatge plenòptica: a més de Raytrix, encarada a l'ús industrial i científic, Adobe, Mitsubishi i Sony també experimentaven amb llur tecnologia, amb les aplicacions de mòbil com a objectiu.